# Euzet
Euzet ist eine Gemeinde im französischen Département Gard in der Region Okzitanien. Sie gehört zum Kanton Alès-3 im Arrondissement Alès. Nachbargemeinden sind Monteils im Nordwesten, Saint-Just-et-Vacquières im Norden, Aigaliers und Baron im Osten, Saint-Maurice-de-Cazevieille und Saint-Jean-de-Ceyrargues im Süden und Saint-Hippolyte-de-Caton im Westen.

## Bevölkerungsentwicklung
| Jahr      | 1962 | 1968 | 1975 | 1982 | 1990 | 1999 | 2008 | 2017 |
| --------- | ---- | ---- | ---- | ---- | ---- | ---- | ---- | ---- |
| Einwohner | 207  | 201  | 199  | 213  | 268  | 271  | 386  | 439  |